# Dorogi homokvasút
A Dorogi homokvasút (Sátorkői homokvasút néven is ismert) egy keskeny nyomközű, villamosított gazdasági vasút volt, amely homokot szállított Dorogból, Esztergomból és a környező falvakból a dorogi bányákba tömedékanyagnak. Az itteni homokkitermelésnek köszönhető többek közt az Esztergom-kertvárosi Palatinus-tó kialakulása.

## Története
A Homokvasút első, villamosított szakaszát 1922-ben építették Dorog vasútállomás és az esztergomi Sátorkőpuszta között, ahol kezdetben 40 kataszteri holdon folyt a kitermelés, 1927-re viszont már 100 kat. holdon. A vasút hossza 3,4 km volt, amihez egy 800 méteres sikló is tartozott. Ez, az úgynevezett régi homokvasút 1935. július 19-ig üzemelt. Augusztus 17-én indult a meghosszabbított homokvasút Auguszta-aknáig, amit további két alkalommal bővítettek. 1942-ben Borókásig, X-es aknáig, majd a 60-as években Sárisápig. A vonal hossza 13 km volt. A vasút meghosszabbításával egyszerre új homokfogadók, készletezők és ürítők is készültek. A szükségletek az 1950-es és '60-as években is egyre nőttek. Ezt a problémát a vízalatti hydrop berendezés oldotta meg. A berendezés működési elve azon alapult, hogy a Sátorkőpusztai-tó (mai nevén Palatinus) vízmedrébe sűrített levegőt fújtak, és a fellazított, felkavart homokot szivattyúzták ki. Ekkor a napi termelés 700 m³ volt, aminek következtében alakult ki a Palatinus-tó mai formája. A dorogi szénmedence termelése 1957-1967 között érte el a csúcsát. 1953 és 1989 között összesen 2 millió m³ homokot szállítottak el.
Az 1980-as években az egyre csökkenő szükségletek következtében beszüntették a termelést. Az 1922–1988 között üzemelt egykori homokvasút helyén gyermekvasút tervét kezdték kidolgozni, de időközben a vasutat a hidakkal, alagutakkal széthordták, a tájat rehabilitálták. A homokkitermelés befejeztével a sátorkői homokbánya egy részét a hőerőmű kapta meg, és hidraulikus szállítási pernyével töltötték fel. A másik nagyobb homokgödörből alakították ki az esztergomi szeméttelepet. 1988-ban a muzeális értéknek tekinthető három darab Ganz 340 LE-s mozdonyt, két tolatást végző mozdonyt és a szállítást végző vagonokat összedarabolták, a 34 kg/fm-es síneket méretre vágás után exportra értékesítették, a vasúti talpfákat tűzifának adták el. A helyszínen a Dorog és Csolnok közötti alagúton és néhány romos hídon kívül mindössze az alépítmény maradt. A Budapest–Esztergom-vasútvonal felújítása és villamosítása miatt az egykori homokvasút felüljáróját 2012 karácsonya előtt néhány nappal bontották le, a töltések meghagyásával. .
A Dorogi Homokvasút Baráti Köre 2021-ben Csolnokon, a megmaradt Szent Borbála utcai híd alatt emléktáblát állított a hajdani homokvasút községet átszelő nyomvonalán.

## Műszaki adatok
A Homokvasút egyenáramú, felsővezetékes 760 mm-es keskeny nyomtávolságú vasút volt. A szállítóeszközök 1,5 m³-es csillék voltak. Mozdonyokként ikresített Ganz bányamozdonyokat használtak. A sátorkői homokot siklón, végtelen köteles szállítógéppel juttatták el az I-es aknára. Kezdetben a vasút felépítménye 23,6 kg/fm-es sín volt. A MÁV időközben bezárt szárnyvonalainak 34 kg/fm-es sínjeit ócskavas árában megkapta a homokvasút. A régi síneket évente 1-1,5 km hosszban cseréltek le.

## Érdekesség
A kisvasút szerepel Az öreg bánya titka című, 1973-ban bemutatott televíziós sorozatban.